# Aït Malek
Ait Malek (franska: Ait Malek (CR), Ait Malek (Commune Rurale), arabiska: تسلطانت) är en kommun i Marocko.   Den ligger i provinsen Khémisset och regionen Rabat-Salé-Kénitra, i den norra delen av landet, 30 km öster om huvudstaden Rabat. Antalet invånare är 4 396.